# باستت
باستت إحدى آلهة قدماء المصريين. عبدت على هيئة القطة الوديعة، أدمجت مع المعبودة سخمت في الدولة الحديثة، حيث تمثل سخمت في هيئة اللبؤة المفترسة. فعندما تغضب باستيت تصبح سخمت، وتنتقم من الأعداء ومن هو ذو خلق رديء. كانت مدينة بوباستيس (تل بسطة) مركز عبادتها. وترمز القطة إلى المعبودة باستت، ابنة معبود الشمس رع، التي كانت تصورها الرسومات على شكل امرأة لها رأس قطة. لذا تُعتبر «باستت» معبودة الحنان والوداعة، فقد ارتبطت بالمرأة ارتباطاً وثيقاً. استأنس المصري القديم القطة لملاحظته أنها كانت تصطاد الفئران التي تدخل صوامع الغلال تأكل منها وتفسدها. كما قام المصري القديم بتربيتها في البيوت. وعند موتها كان يحنطها مثلما يحنط موتاه. وقد عثر في مصر على أحد المقابر الكبيرة تحتوي على نحو مليون من القطط المحنطة، تحنيطا بالغ الدقة والإحكام. تنم على احترام كبير لها.

## تمثيلها
ذكرت المعبودة باستت في نصوص الأهرامات منذ عهد الأسرة القديمة ومثلت في هيئة لبؤة أنثى الأسد. وكانت اللبؤة مقدسة أيضا لدى قدماء المصريين واسموها سخمت. لذلك يختلط على الباحثين قراءة النصوص المصرية القديمة، هل هي باستت أم سخمت. وفي بعض النصوص يظهر اسم باستيت مصحوبا بالرمز التصويري لها كقطة البيت جالسة.

## أهميتها
كانت تمثل كمعبود الخصوبة في هيئة القطة أو في هيئة امرأة راسها رأس قط أو رأس اللبؤة. كانت تمثل الخصوبة والحب والحنان وحامية المرأة الحامل.

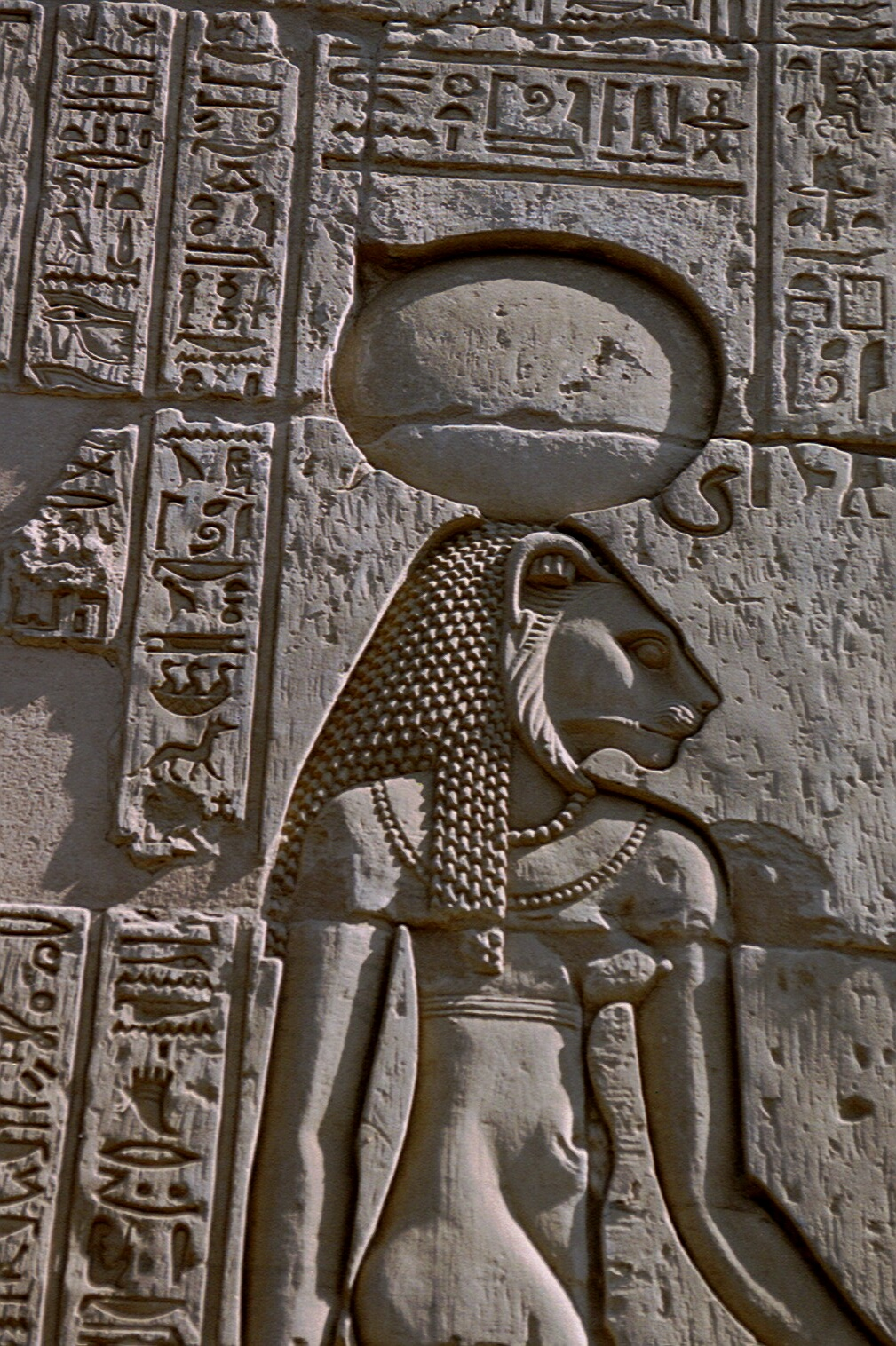
سخمت على جدار معبد كوم أمبو بمصر.

وكانت تمثل أيضا الفرح والرقص والموسيقى والأعياد، كما كان لها أيضا صفات غير الوداعة مثل الغضب والافتراس. ومع التطور التاريخي فقد اقترنت في العصور المتأخرة بالمعبودة سخمت المفترسة، وهي اللبؤة، التي تمثل الناحية المفترسة لباستيت عندما تغضب.
سادت عبادة باستت في مدينة «بوباستيس» (بالوجه البحري) وكانت تعدّ أما للمعبود الأسد ماحس. كما اعتبرت في هليوبوليس كإبنة لـ أتوم. وطبقا لنصوص أخرى فتعدّ كإبنة لـلمعبود «نفرتم». كما أنها مذكورة في بعض النصوص على أنها أم أنوبيس.
اعتبرت باستيت في عهد المملكة المصرية القديمة بالمعبودة حتحور (هاتور)، وكانت تعبدّ في  ممفيس المعبودة سخمت. وفي عهد الاسرة الوسطى كانت تمثل بالآلهة موت.
كان الناس يربون القطط في البيوت. وعند موت قطة عبر صاحبها عن حزنه بحلق جفني عينيه (بحسب ما كتبه هيرودوت).

## أماكن عبادتها
بدأت عبادة باستيت في عهد المملكة المصرية القديمة في ممفيس ثم انتشرت عبادتها في جميع أنحاء مصر. وقد ازداد تقديسها أيضا في العهد الإغريقي والروماني. وكان تحنيط جثث القطط منتشرا على وجه كبير. فكان كهنة باستيت يربون القطط ويقدمونها للناس بغرض التضحية بها. وعندما يشتري أحد الناس قطة منها قام الكاهن بقتلها ثم تقوم مجموعة من الكهنة بتحنيطها على النحو الذي يحنطون به الإنسان. وبحسب ما قام المشتري بدفعه يسلمه الكهنة ممياء كبيرة أو صغير، فيقوم بتجهيز مقبرة لها. كانت تلك ضحية للإلاهة باستيت.
ولكي يرضي أحد الناس الإلاهة باستيت في تكريم خاص كان يشتري عدد من القطط. وقد أجري حديثا فحص بأشعة إكس على ممياوات قطط عثر عليه في مقبرة كبيرة في وادي الملوك، فوجئ أن نحو ثلث المميوات كان لا يحتوي على قطة محنطة ويحتوي فقط على عدة عظام. ولا يعرف الباحثون حتى اليوم عما إذا كان الكهنة يغشون الناس أم قل وجود القطط في بعض الأوقات.
وكان قتل القطة خارج مكان العبادة من غير الكهنة جريمة قد يعاقب عليها من يقوم بذلك عقوبة شديدة.

## عيد باستيت
كان المصريون القدماء يحتفلون بعيد باستيت وهو عيد يحتفلون به بتعاطي البيرة (يسمى أحيانا عيد السكر)، ويمرحون ويرقصون بجلساتهم في احتساء البيرة. وقد ذكر هيرودوت هذا العيد في مخطوطته (Herodot (II 60 .

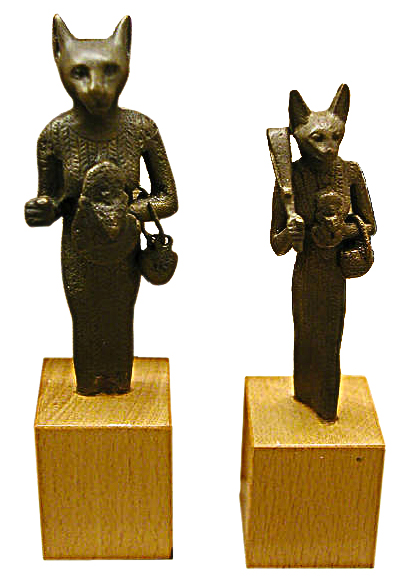
تمثالان لباستيت من البرونز في هيئة امرأة
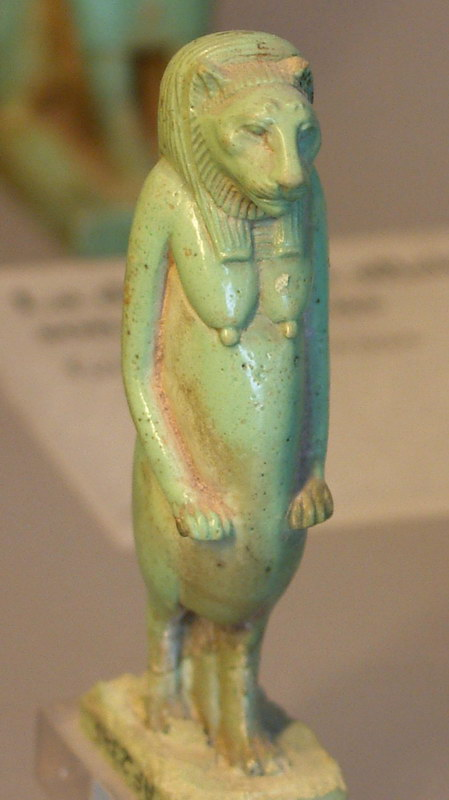
تشابهها بسخمت
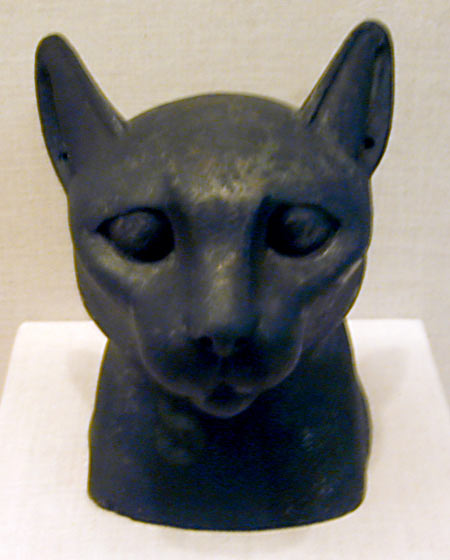
مومياء قطة ، متحف جامعة شيكاغو)
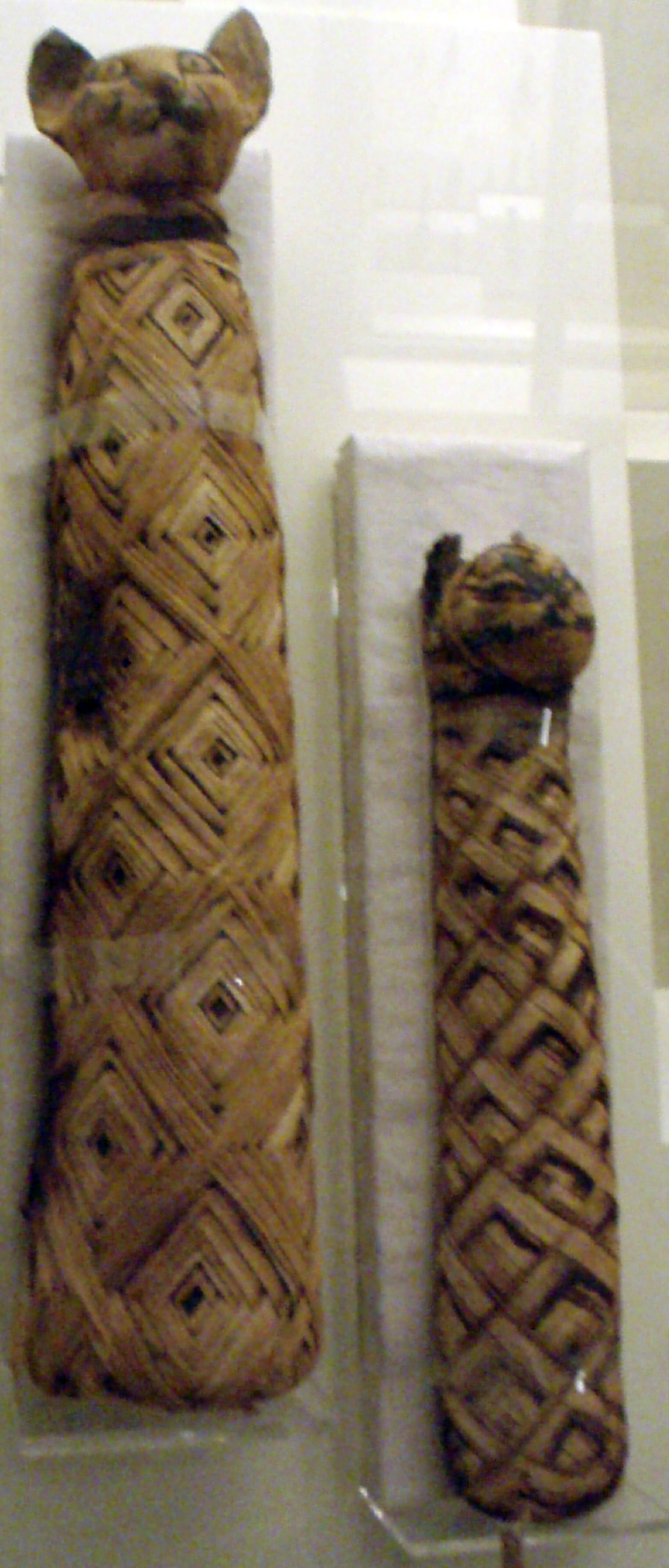
قطتان(متحف أونتاريو الملكي)
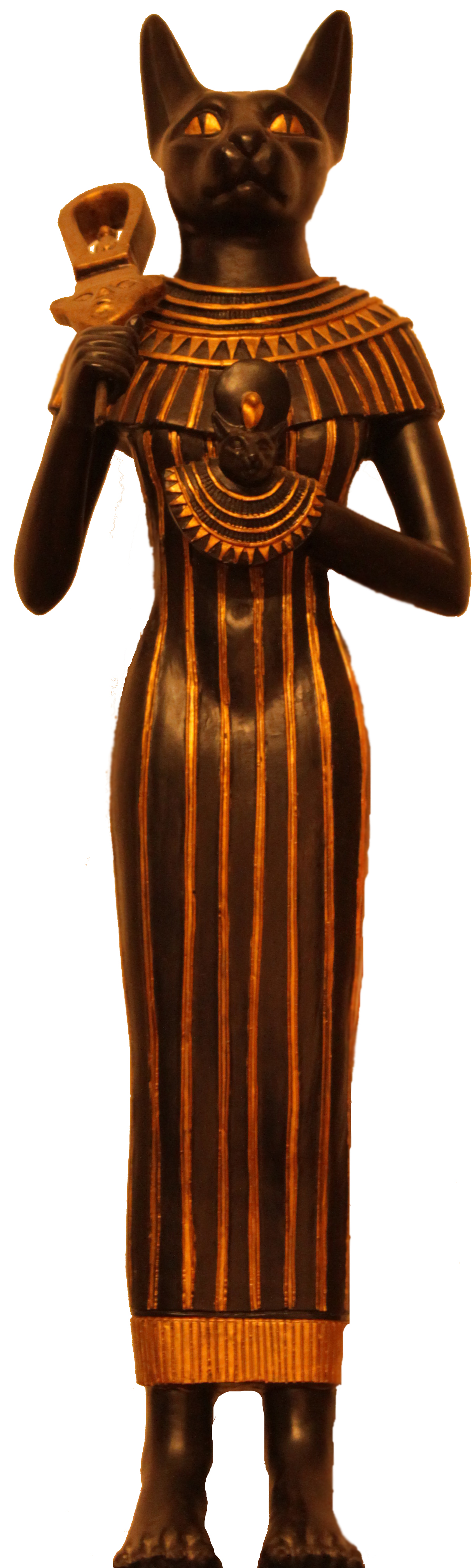
باستيت في هيئة امرأة .